# Brotherella nakanishikii
Brotherella nakanishikii là một loài Rêu trong họ Sematophyllaceae. Loài này được (Broth.) Nog. mô tả khoa học đầu tiên năm 1984.